# Oliver Eden (8e baron Henley)
Oliver Michael Robert Eden, 8e baron Henley, 6e baron Northington (né le 22 novembre 1953), est un pair et homme politique britannique, membre conservateur de la Chambre des lords. Il est sous-secrétaire d'État parlementaire au Département des affaires, de l'énergie et de la stratégie industrielle. 
Lord Henley est ministre d'État au ministère de l'Intérieur chargé de la prévention du crime et de la réduction des comportements antisociaux de septembre 2011 à septembre 2012 . 

## Jeunesse
Lord Henley est le fils aîné et le quatrième enfant de Michael, le septième baron, et de Nancy Mary Walton. Il fait ses études au Clifton College et est diplômé du Collingwood College, Université de Durham, avec un baccalauréat ès arts (BA) en 1975. Il est admis au barreau du Middle Temple en 1977. 

## Carrière politique
Lord Henley accède à la pairie en 1977 à la mort de son père. Pair irlandais, il peut siéger à la Chambre des Lords grâce à une pairie britannique accordée au 3e baron Henley, avec le titre de baron Northington. Il est élu conseiller du comté de Cumbria de 1986 à 1989. Il est également à l'époque président de l'Association des conseils locaux de Cumbria. 
Il est whip de la Chambre des lords sous Margaret Thatcher de 1989 à juillet 1990. Il devient ensuite sous-secrétaire d'État parlementaire au Département de la sécurité sociale, conservant le poste lorsque John Major arrive au pouvoir et serti jusqu'en 1993. Il est brièvement transféré au ministère de l'Emploi, puis, en 1994 au ministère de la Défense. En 1995, il est promu ministre d'État au ministère de l'Éducation et de l'Emploi, jusqu'à ce que le gouvernement conservateur perde les élections générales de 1997. 
Avec l'adoption de la House of Lords Act 1999, Lord Henley ainsi que presque tous les autres pairs héréditaires ont perdu son droit automatique de siéger à la Chambre des Lords. Il est cependant élu comme l'un des 92 pairs héréditaires à rester à la Chambre des Lords en attendant l'achèvement de la réforme de la Chambre des Lords. Il est d'abord porte-parole de l'opposition pour les affaires intérieures avant de devenir whip en chef de l'opposition aux Lords de 1998 à 2001 et porte-parole de l'opposition pour la justice de 2003 à 2010. 
Après les Élections générales britanniques de 2010, Lord Henley est nommé sous-secrétaire d'État parlementaire au Département de l'environnement, de l'alimentation et des affaires rurales (Defra) du ministère Cameron. Il est promu ministre d'État au ministère del'Intérieur le 16 septembre 2011, avec une responsabilité spéciale pour la prévention du crime et la réduction des comportements antisociaux, en remplacement de la baronne Browning qui a démissionné pour des raisons de santé. Il est membre du Comité mixte des droits de l'homme jusqu'en novembre 2016. Le 21 novembre 2016, il est nommé Lord-in-waiting, l'un des whips du gouvernement à la Chambre des lords. En plus de ce rôle, il est nommé sous-secrétaire d'État parlementaire au Département du travail et des pensions le 21 décembre 2016. 
Il est nommé au Conseil privé en 2013. 